# 张体公
张体公，山东金乡人，是一名清朝政治人物。

## 生平
张体公曾于乾隆五十六年接替谢泰宸任龙岩州知州一职，乾隆五十九年由元克中接任。